# Batalla de Șelimbăr
La batalla de Șelimbar, lliurada el 18 d'octubre de 1599 va ser un dels episodis més importants en la història romanesa i va enfrontar a Șelimbar, prop de Sibiu, l'exèrcit de Miquel el Valent (Mihai Viteazul), voivoda de Valàquia, contra l'exèrcit d'Andreu Báthory, voivoda de Transsilvània i Hongria.

## Antecedents
Els voivodes Andreu Bathory, a Transsilvània i Ieremia Movilă a Moldàvia havien caigut a l'òrbita del Regne de Polònia, que mantenia unes relacions de normalitat amb la Sublim Porta. Valàquia només comptava amb el suport del Sacre Imperi Romanogermànic, de qui es va declarar vassall el 1598, quedant envoltat d'enemics. El 1598 Miquel el Valent va signar una pau efímera amb l'Imperi Otomà, al que havia vençut uns anys abans a la batalla de Călugăreni i va envair Transsilvània per unir-la amb Valàquia per fer front a les invasions otomanes.

## Batalla
Miquel el Valent disposava d'entre 20.000 i 30.000 homes, tot i que molts d'ells no van combatre per protegir les dones i nens boyari, que es van unir per prevenir els atacs tàtars a Valàquia. L'exèrcit d'Andreu Bathory tenia 30.000 homes, però durant la batalla molts homes, entre ells els hongaresos Szekely, van canviar de bàndol per unir-se als valacs.
La batalla la van començar els valacs, que foren rebutjats per la càrrega dels hússars hongaresos, que podien haver guanyar la batalla enviant la rereguarda a la batalla i no ho van fer, permetent el reagrupament i una nova càrrega contra els hongaresos que va fer fugir Andreu Bathory.

## Conseqüències
Andreu Bathory fou decapitat i la dieta va reconèixer Miquel el Valent com a governador, unint els principats de Valàquia, Transsilvània i Moldàvia, tot i que amb governs separats.